# Joe Calzaghe
Joseph William Calzaghe, detto Joe (Londra, 23 marzo 1972), è un ex pugile britannico.

## Biografia
Figlio di Enzo, che è stato anche il suo allenatore durante tutta la carriera, il quale emigrò nel Bedfordshire da Sassari con la famiglia dopo la seconda guerra mondiale, e di Jackie, gallese, Calzaghe è noto come Italian Dragon (in italiano Drago italiano) e si è ritirato imbattuto nel febbraio 2009 con un record di 46 vittorie (delle quali 32 prima del limite), diventando il terzo europeo, dopo Terry Marsh e Sven Ottke, a ritirarsi da campione del mondo imbattuto.
Ha fatto parte della top 10 della classifica Pound for Pound di Ring Magazine, e in passato ha detenuto le corone mondiali WBO, IBF, WBC e WBA dei pesi supermedi, ed è stato campione indiscusso della medesima categoria di peso dal 1997 al 2008.

## Record professionale

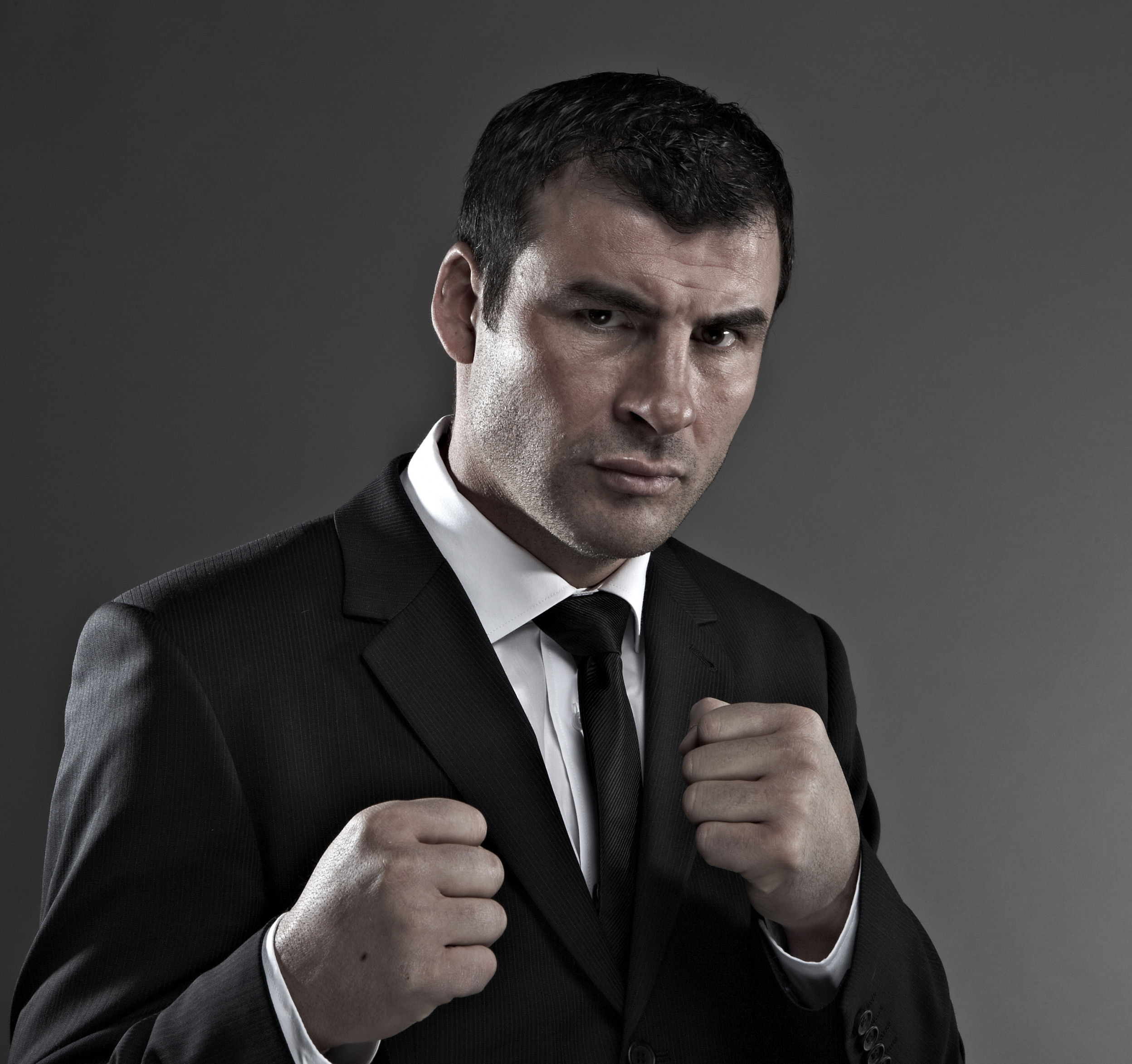
Calzaghe nel 2007

| No. | Risultato | Record | Avversario                   | Metodo | Data              | Round   | Luogo                           | Note |
| --- | --------- | ------ | ---------------------------- | ------ | ----------------- | ------- | ------------------------------- | --- |
| 46  | Vittoria  | 46-0   | Roy Jones Jr.                | UD     | 8 Novembre 2008   | 12      | New York, Stati Uniti d'America | Mantiene il titolo The Ring dei pesi mediomassimi.                                                          |
| 45  | Vittoria  | 45-0   | Bernard Hopkins              | SD     | 19 Aprile 2008    | 12      | Paradise, Stati Uniti d'America | Vince il titolo The Ring dei pesi mediomassimi.                                                             |
| 44  | Vittoria  | 44-0   | Mikkel Kessler               | UD     | 3 Novembre 2007   | 12      | Cardiff, Gran Bretagna          | Mantiene il titolo WBO e The Ring dei pesi supermedi. Vince il titolo WBA (super) e WBC dei pesi supermedi. |
| 43  | Vittoria  | 43-0   | Peter Manfredo Jr.           | TKO    | 7 Aprile 2007     | 3 (12)  | Cardiff, Gran Bretagna          | Mantiene il titolo WBO e The Ring dei pesi supermedi.                                                       |
| 42  | Vittoria  | 42-0   | Sakio Bika                   | UD     | 14 Ottobre 2006   | 12      | Manchester, Gran Bretagna       | Mantiene il titolo WBO, IBF e The Ring dei pesi supermedi.                                                  |
| 41  | Vittoria  | 41-0   | Jeff Lacy                    | UD     | 4 Marzo 2006      | 12      | Manchester, Gran Bretagna       | Mantiene il titolo WBO dei pesi supermedi. Vince il titolo IBF e l'inaugurale The Ring dei pesi supermedi.  |
| 40  | Vittoria  | 40-0   | Evans Ashira                 | UD     | 10 Settembre 2005 | 12      | Cardiff, Gran Bretagna          | Mantiene il titolo WBO dei pesi supermedi.                                                                  |
| 39  | Vittoria  | 39-0   | Mario Veit                   | TKO    | 7 Maggio 2005     | 6 (12)  | Braunschweig, Germania          | Mantiene il titolo WBO dei pesi supermedi.                                                                  |
| 38  | Vittoria  | 38-0   | Kabary Salem                 | UD     | 22 Ottobre 2004   | 12      | Edimburgo, Gran Bretagna        | Mantiene il titolo WBO dei pesi supermedi.                                                                  |
| 37  | Vittoria  | 37-0   | Mger Mkrtchyan               | TKO    | 21 Febbraio 2004  | 7 (12)  | Cardiff, Gran Bretagna          | Mantiene il titolo WBO dei pesi supermedi.                                                                  |
| 36  | Vittoria  | 36-0   | Byron Mitchell               | TKO    | 28 Giugno 2003    | 2 (12)  | Cardiff, Gran Bretagna          | Mantiene il titolo WBO dei pesi supermedi.                                                                  |
| 35  | Vittoria  | 35-0   | Tocker Pudwill               | TKO    | 14 Dicembre 2002  | 2 (12)  | Newcastle, Gran Bretagna        | Mantiene il titolo WBO dei pesi supermedi.                                                                  |
| 34  | Vittoria  | 34-0   | Miguel Ángel Jiménez         | UD     | 17 Agosto 2002    | 12      | Cardiff, Gran Bretagna          | Mantiene il titolo WBO dei pesi supermedi.                                                                  |
| 33  | Vittoria  | 33-0   | Charles Brewer               | UD     | 20 Aprile 2002    | 12      | Cardiff, Gran Bretagna          | Mantiene il titolo WBO dei pesi supermedi.                                                                  |
| 32  | Vittoria  | 32-0   | Will McIntyre                | TKO    | 13 Ottobre 2001   | 4 (12)  | Copenaghen, Danimarca           | Mantiene il titolo WBO dei pesi supermedi.                                                                  |
| 31  | Vittoria  | 31-0   | Mario Veit                   | TKO    | 28 Aprile 2001    | 1 (12)  | Cardiff, Gran Bretagna          | Mantiene il titolo WBO dei pesi supermedi.                                                                  |
| 30  | Vittoria  | 30-0   | Richie Woodhall              | TKO    | 16 Dicembre 2000  | 10 (12) | Sheffield, Gran Bretagna        | Mantiene il titolo WBO dei pesi supermedi.                                                                  |
| 29  | Vittoria  | 29-0   | Omar Sheika                  | TKO    | 12 Agosto 1997    | 5 (12)  | Londra, Gran Bretagna           | Mantiene il titolo WBO dei pesi supermedi.                                                                  |
| 28  | Vittoria  | 28-0   | David Starie                 | UD     | 29 Gennaio 2000   | 12      | Manchester, Gran Bretagna       | Mantiene il titolo WBO dei pesi supermedi.                                                                  |
| 27  | Vittoria  | 27-0   | Rick Thornberry              | UD     | 5 Giugno 1999     | 12      | Cardiff, Gran Bretagna          | Mantiene il titolo WBO dei pesi supermedi.                                                                  |
| 26  | Vittoria  | 26-0   | Robin Reid                   | SD     | 13 Febbraio 1999  | 12      | Newcastle, Gran Bretagna        | Mantiene il titolo WBO dei pesi supermedi.                                                                  |
| 25  | Vittoria  | 25-0   | Juan Carlos Giménez Ferreyra | RTD    | 25 Aprile 1998    | 9 (12)  | Cardiff, Gran Bretagna          | Mantiene il titolo WBO dei pesi supermedi.                                                                  |
| 24  | Vittoria  | 24-0   | Branko Sobot                 | TKO    | 24 Gennaio 1998   | 3 (12)  | Cardiff, Gran Bretagna          | Mantiene il titolo WBO dei pesi supermedi.                                                                  |
| 23  | Vittoria  | 23-0   | Chris Eubank                 | UD     | 11 Ottobre 1997   | 12      | Sheffield, Gran Bretagna        | Vince il vacante titolo WBO dei pesi supermedi.                                                             |
| 22  | Vittoria  | 22-0   | Luciano Torres               | TKO    | 5 Giugno 1997     | 3 (10)  | Bristol, Gran Bretagna          | |
| 21  | Vittoria  | 21-0   | Tyler Hughes                 | KO     | 22 Marzo 1997     | 1 (10)  | Manchester, Gran Bretagna       | |
| 20  | Vittoria  | 20-0   | Carlos Christie              | TKO    | 21 Gennaio 1997   | 2 (10)  | Bristol, Gran Bretagna          | |
| 19  | Vittoria  | 19-0   | Pat Lawlor                   | TKO    | 15 Maggio 1996    | 2 (10)  | Cardiff, Gran Bretagna          | |
| 18  | Vittoria  | 18-0   | Warren Stowe                 | TKO    | 4 Maggio 1996     | 2 (8)   | Londra, Gran Bretagna           | |
| 17  | Vittoria  | 17-0   | Mark Delaney                 | TKO    | 20 Aprile 1996    | 5 (12)  | Brentwood, Gran Bretagna        | Mantiene il titolo Britannico dei pesi supermedi.                                                           |
| 16  | Vittoria  | 16-0   | Anthony Brooks               | TKO    | 13 Marzo 1996     | 2 (10)  | Londra, Gran Bretagna           | |
| 15  | Vittoria  | 15-0   | Guy Stanford                 | TKO    | 13 Febbraio 1996  | 1 (10)  | Cardiff, Gran Bretagna          | |
| 14  | Vittoria  | 14-0   | Stephen Wilson               | TKO    | 28 Ottobre 1995   | 8 (12)  | Londra, Gran Bretagna           | Vince il vacante titolo Britannico dei pesi supermedi.                                                      |
| 13  | Vittoria  | 13-0   | Nick Manners                 | TKO    | 30 Settembre 1995 | 4 (8)   | Basildon, Gran Bretagna         | |
| 12  | Vittoria  | 12-0   | Tyrone Jackson               | TKO    | 8 Luglio 1995     | 4 (8)   | York, Gran Bretagna             | |
| 11  | Vittoria  | 11-0   | Robert Curry                 | TKO    | 19 Maggio 1995    | 1 (8)   | Londra, Gran Bretagna           | |
| 10  | Vittoria  | 10-0   | Bobbie Joe Edwards           | PTS    | 22 Febbraio 1995  | 8       | Telford, Gran Bretagna          | |
| 9   | Vittoria  | 9-0    | Frank Minton                 | KO     | 14 Febbraio 1995  | 1 (8)   | Londra, Gran Bretagna           | |
| 8   | Vittoria  | 8-0    | Trevor Ambrose               | TKO    | 30 Novembre 1994  | 2 (8)   | Wolverhampton, Gran Bretagna    | |
| 7   | Vittoria  | 7-0    | Mark Lee Dawson              | TKO    | 1 Ottobre 1994    | 1 (8)   | Cardiff, Gran Bretagna          | |
| 6   | Vittoria  | 6-0    | Karl Barwise                 | TKO    | 4 Giugno 1994     | 1 (6)   | Cardiff, Gran Bretagna          | |
| 5   | Vittoria  | 5-0    | Darren Littlewood            | TKO    | 1 Marzo 1994      | 1 (6)   | Dudley, Gran Bretagna           | |
| 4   | Vittoria  | 4-0    | Martin Rosamond              | TKO    | 22 Gennaio 1994   | 1 (6)   | Cardiff, Gran Bretagna          | |
| 3   | Vittoria  | 3-0    | Spencer Alton                | TKO    | 16 Dicembre 1993  | 2 (4)   | Newport, Gran Bretagna          | |
| 2   | Vittoria  | 2-0    | Paul Mason                   | TKO    | 10 Novembre 1993  | 1 (4)   | Watford, Gran Bretagna          | |
| 1   | Vittoria  | 1-0    | Paul Hanlon                  | TKO    | 1 Ottobre 1993    | 1 (4)   | Cardiff, Gran Bretagna          | |